# Józef Mikułowski-Pomorski
Józef Mikułowski-Pomorski (ur. 1 lipca 1868 w Malicach Kościelnych, zm. 4 maja 1935 w Warszawie) – polski profesor chemii rolnej, polityk, wolnomularz, pierwszy rektor SGGW.

## Życiorys
Był synem Władysława i Julii z Horochów. Ukończył Szkołę Realną w Warszawie. Studia na Wydziale Agronomicznym Politechniki w Rydze, w latach 1885–1889 zakończył uzyskaniem dyplomu z wyróżnieniem. Podczas studiów został przyjęty do korporacji akademickiej Arkonia. Od 1893 roku zajmował stanowisko asystenta w Akademii Rolniczej w Dublanach i wykładał chemię rolną. Zorganizował tam chemiczno-rolniczą stację badawczą i doświadczalną i od 1900 roku pracował jako profesor. W latach 1906–1911 był jej dyrektorem. Członek i działacz Galicyjskiego Towarzystwa Gospodarskiego, członek jego Komitetu (18 czerwca 1903 – 24 czerwca 1910).
W 1911 r. przeszedł do pracy w Warszawie. W 1916 roku był członkiem zarządu Towarzystwa Polskiej Macierzy Szkolnej. W latach 1918–1920 oraz 1928–1929 był rektorem SGGW. 24 kwietnia 1929 Uniwersytet Poznański przyznał mu tytuł doktora honoris causa.
Zaangażował się w życie polityczne Królestwa Polskiego, powstałego w 1916 roku na mocy Aktu 5 listopada. Był wicemarszałkiem w Tymczasowej Radzie Stanu (1916–1917) oraz członkiem jej Komisji Przejściowej. W rządzie Jana Kucharzewskiego (1917–1918) pełnił funkcję wicepremiera i ministra rolnictwa. Rada Regencyjna powołała go do Rady Stanu, w której został wybrany na wicemarszałka. W latach 1922–1923 i 1926 był ministrem wyznań religijnych i oświecenia publicznego. Założyciel Unii Narodowo-Państwowej w 1922.
Zmarł 4 maja 1935 i 7 maja został pochowany na cmentarzu Powązkowskim w Warszawie (kw. 187-VI-4).
W 2022 roku z inicjatywy Premiera RP Mateusza Morawieckiego grób ministra w został poddany konserwacji. Cały projekt był realizowany przez Fundację Stare Powązki we współpracy z Kancelarią Prezesa Rady Ministrów.

## Upamiętnienie

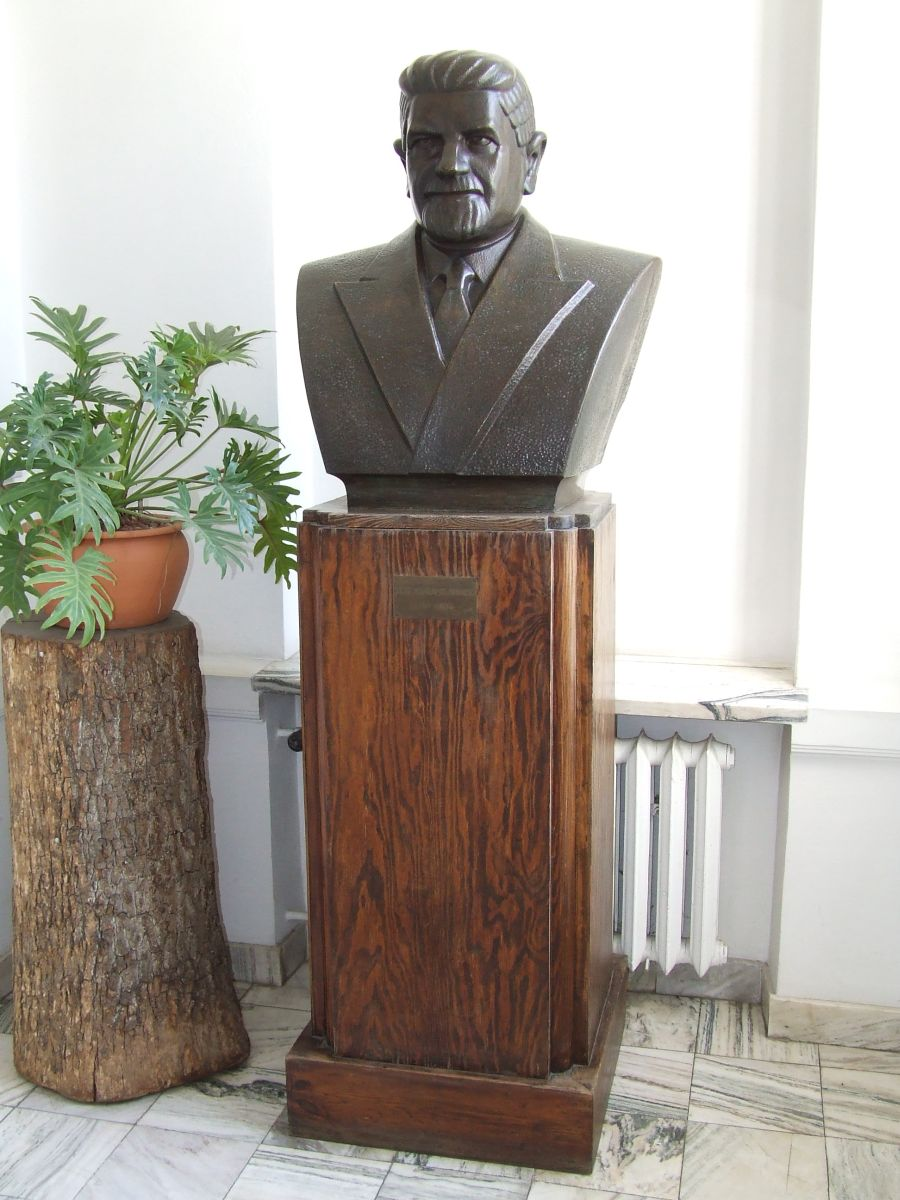
Popiersie w Pałacu Ursynowskim

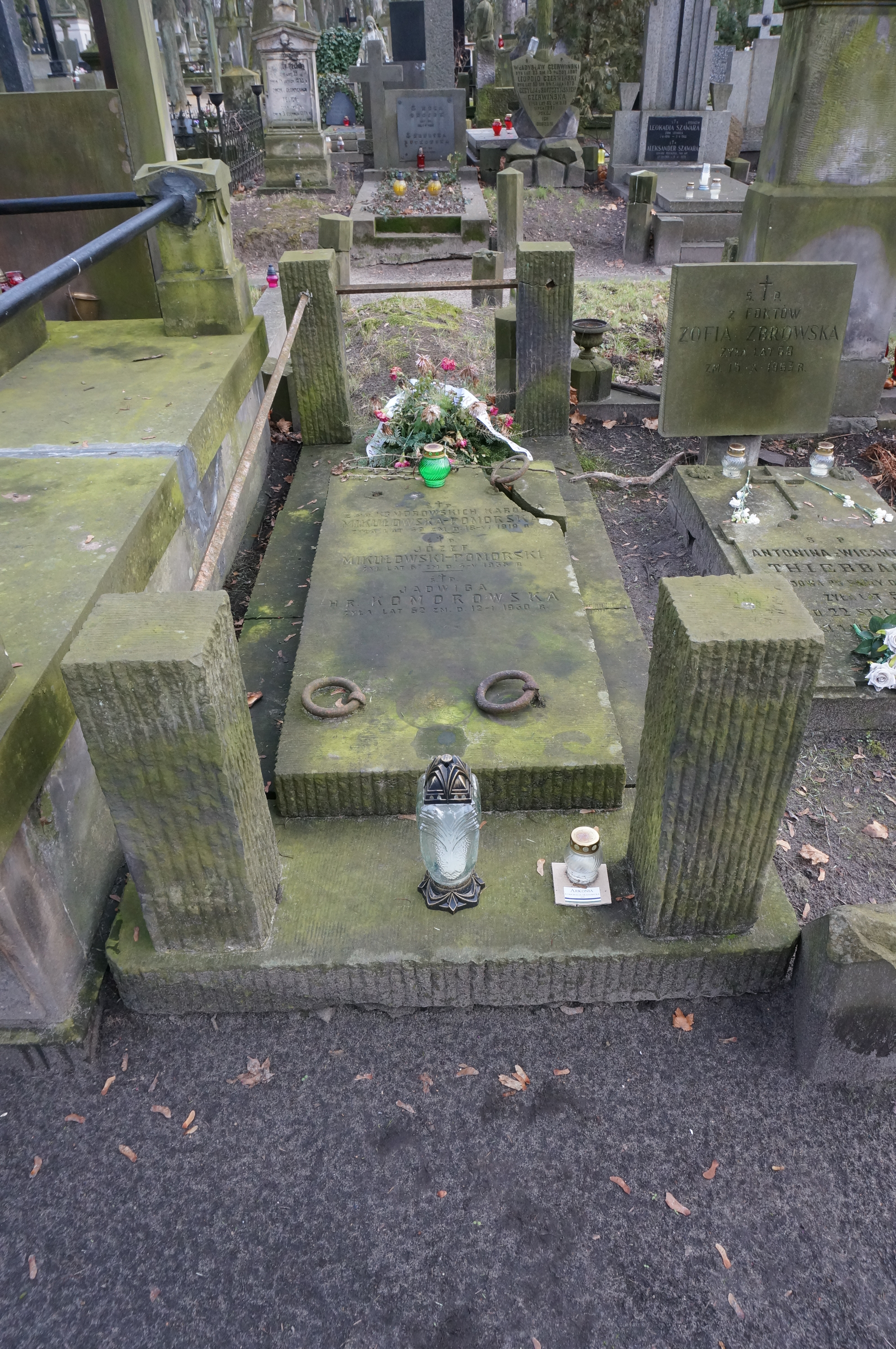
Grób Józefa Mikułowskiego-Pomorskiego przed konserwacją

- W 1936 roku w gmachu SGGW ustawiono popiersie Mikułowskiego-Pomorskiego
- W 1988 w Malicach upamiętniono postać prof. Mikułowskiego ustawiając na jego cześć obelisk[9]

## Publikacje (wybór)
- Skutki zastosowania nawozów sztucznych w naszych gospodarstwach, 1909[10]
- Nauka o żyzności gleby i nawozach, 1912[11]
- Racyonalny plan stałych pól doświadczalnych, 1914[12]
- Reforma agrarna w Rosji w r. 1917, 1919[13]
- Działanie nawozów azotowych w rozmaitych warunkach: przyczynki do metodyki doświadczeń wazonowych, 1923[14]
- Znaczenie i organizacja konkursów rolniczych młodzieży wiejskiej, 1928[15]
- Podręcznik uprawy łąk, 1930
- Działanie supertomasyny na glebie kwaśnej i alkalicznej, 1934
- Głosy w sprawie nawożenia azotem w dobie obecnej, 1934
- Uprawa roli i roślin, 1937
- Wpływ dodatku soli sodowych, magnezowych i wapniowych na działanie nawozowe potasu, 1938[16]
- Czym jest przysposobienie rolnicze, 1957

## Odznaczenia

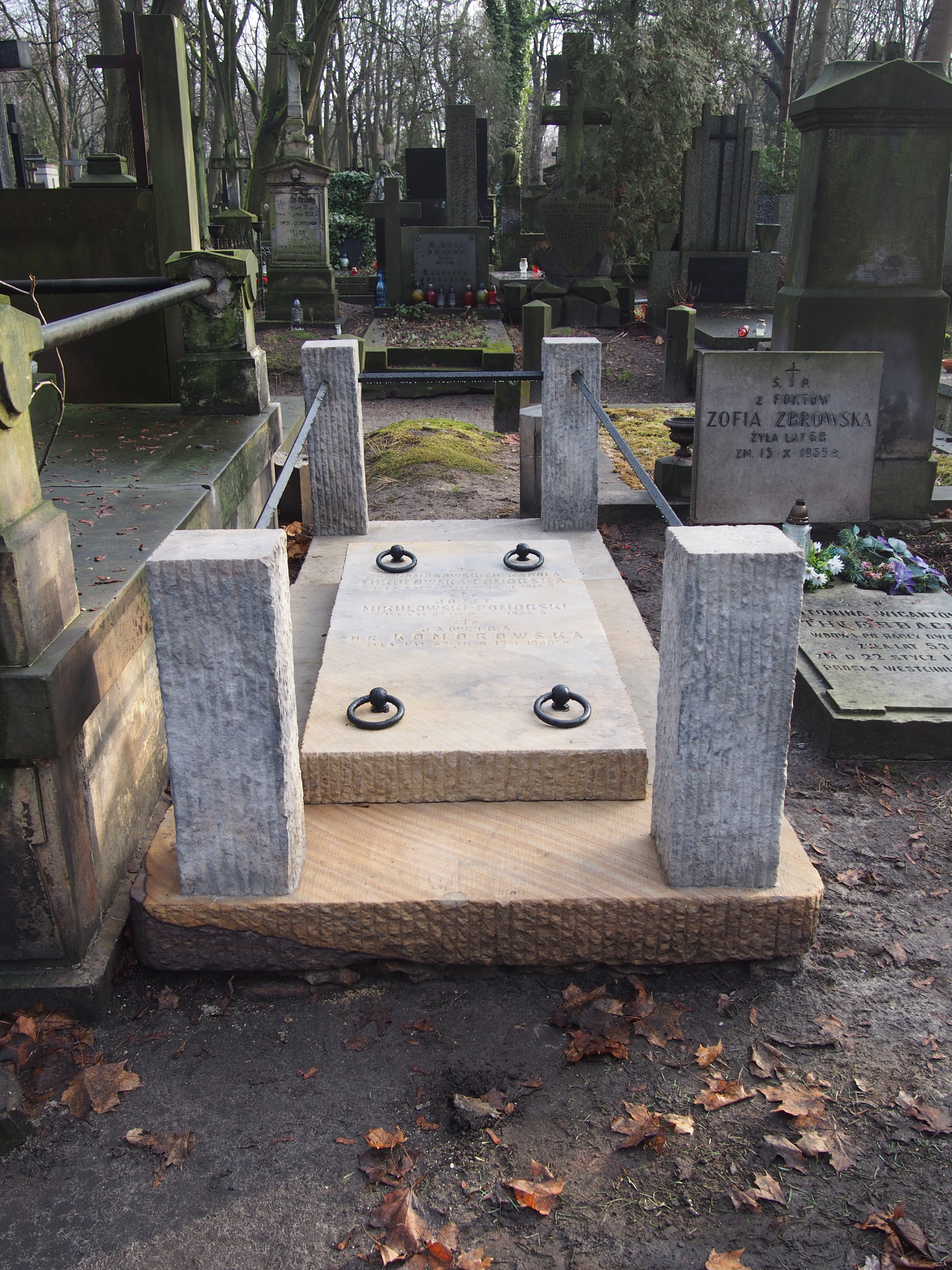
Grób Józefa Mikułowskiego-Pomorskiego po konserwacji

- Grób Józefa Mikułowskiego-Pomorskiego po konserwacjiKrzyż Komandorski z Gwiazdą Orderu Odrodzenia Polski (2 maja 1924)[17][18]